# Трофимчук Михайло Гнатович
Миха́йло Гна́тович Трофимчу́к (27 лютого 1922, Сиваківці — 3 вересня 1985, Москва) — радянський військовий діяч, генерал-лейтенант, лауреат Ленінської премії, начальник КВІРТУ ППО з 1969 по 1974 рік.

## Біографія
Народився 27 лютого 1922 року в селі Сиваківцях (нині Липовецького району Вінницької області). Українець. Закінчив десять класів школи. У 1939 році він призваний на службу в Робітничо-селянську Червону Армію. Закінчив Рязанське артилерійське училище. Член ВКП(б).
З початку німецько-радянської війни перебував у діючій армії, командував артилерійською батареєю. 5 серпня 1942 року був поранений в бою під Старою Русою. Брав участь в боях на Північно-Західному і 2-му Прибалтійському фронтах, неодноразово відрізнявся, отримав кілька державних нагород.
Після закінчення війни продовжив службу в Радянській армії. Закінчив Харківську військову артилерійську радіотехнічну академію протиповітряної оборони. Служив на військовому полігоні «Капустін Яр», а з 1956 року на полігоні «Сари-Шаган». У 1966—1970 роках — начальник військового полігону «Сари-Шаган». У 1966 році за активну участь у створенні протиракетної системи «А» удостоєний Ленінської премії. Обирався депутатом Верховної Ради Казахської РСР.
У 1970 році переведений до Києва на посаду начальника Київського військового інженерно-радіотехнічного технічного училища протиповітряної оборони. За час його керівництва училищем відбулося повне переоснащення його технічної, навчально-методичної, навчально-польовий, наукової баз, відкриті нові кафедри і факультет. Значного розвитку набули науково-дослідницька та раціоналізаторська діяльності. Крім того, за його активної участі були відкриті музей училища і меморіал Героям Лютізького плацдарму.

Могила Михайла Трофимчука

У 1974 році Михайло Трофимчук в званні генерал-лейтенанта вийшов у відставку. По звільненню в запас обіймав посаду генерального директора «Захід-ЕОМ-комплекс». Проживав у Києві. Помер 3 вересня 1985 року в госпіталі імені Бурденка в Москві. Похований в Києві на Лук'янівському військовому кладовищі.

## Нагороди
Нагороджений орденами Леніна, Червоного Прапора, двома орденами Вітчизняної війни 1-го ступеня, трьома орденами Червоної Зірки і низкою медалей, зокрема «За перемогу над Німеччиною у Великій Вітчизняній війні 1941—1945 рр.».